# Family Style
Family Style är ett musikalbum av The Vaughan Brothers som bestod av bröderna Jimmie och Stevie Ray Vaughan, utgivet på Epic 25 september 1990. Albumet blev det enda som bröderna gjorde tillsammans och släpptes ett par veckor efter Stevie Ray Vaughans död. The Vaughan Brothers vann år 1990 en Grammy för albumet i kategorin Best Contemporary Blues Recording och ytterligare en i kategorin Best Rock Instrumental Performance med låten "D / FW".

## Låtlista
| 1.           | Hard To Be                  | Stevie Ray Vaughan, Doyle Bramhall         | 4:42  |
| 2.           | White Boots                 | Billy Swan, Jim Leslie, Deborah Hutchenson | 3:50  |
| 3.           | D / FW                      | Jimmie Vaughan                             | 2:52  |
| 4.           | Good Texan                  | J. Vaughan, Nile Rodgers                   | 4:21  |
| 5.           | Hillbillies From Outerspace | J. Vaughan, S. R. Vaughan                  | 3:43  |
| 6.           | Long Way From Home          | S. R. Vaughan, D. Bramhall                 | 3:14  |
| 7.           | Tick Tock                   | J. Vaughan, Rodgers, Jerry Lynn Williams   | 4:56  |
| 8.           | Telephone Song              | S. R. Vaughan, Bramhall                    | 3:28  |
| 9.           | Baboom / Mama Said          | J. Vaughan, S. R. Vaughan, Denny Freeman   | 4:29  |
| 10.          | Brothers                    | J. Vaughan, S. R. Vaughan                  | 5:03  |
| Total längd: | Total längd:                | Total längd:                               | 41:08 |

## Musiker
- Jimmie Vaughan – Gitarr, Steelgitarr, Sång, Elorgel
- Stevie Ray Vaughan – Gitarr, Sång
- Al Berry – Elbas (spår 1–4, 6–9)
- Preston Hubbard – Ståbas (spår5, 10)
- Larry Aberman – Trummor (spår 1–4, 6–9)
- Doyle Bramhall – Trummor (spår 5, 10)
- Nile Rodgers – Gitarr (spår 9)
- Stan Harrison – Saxofon (spår 1)
- Steve Elson – Saxofon (spår 1)
- Richard Hilton – Piano, Keyboard (spår 6-7, 9)
- Rockin' Sidney - Dragspel (spår 10)
- David Spinner – Bakgrundssång (spår 1, 4)
- Brenda White-King – Bakgrundssång (spår 2, 7, 9-10)
- Curtis King Jr. – Bakgrundssång (spår2, 7, 9)
- Tawatha Agee – Bakgrundssång (spår2, 7, 9)
- George Simms – Sång (spår 4)